# Spintore

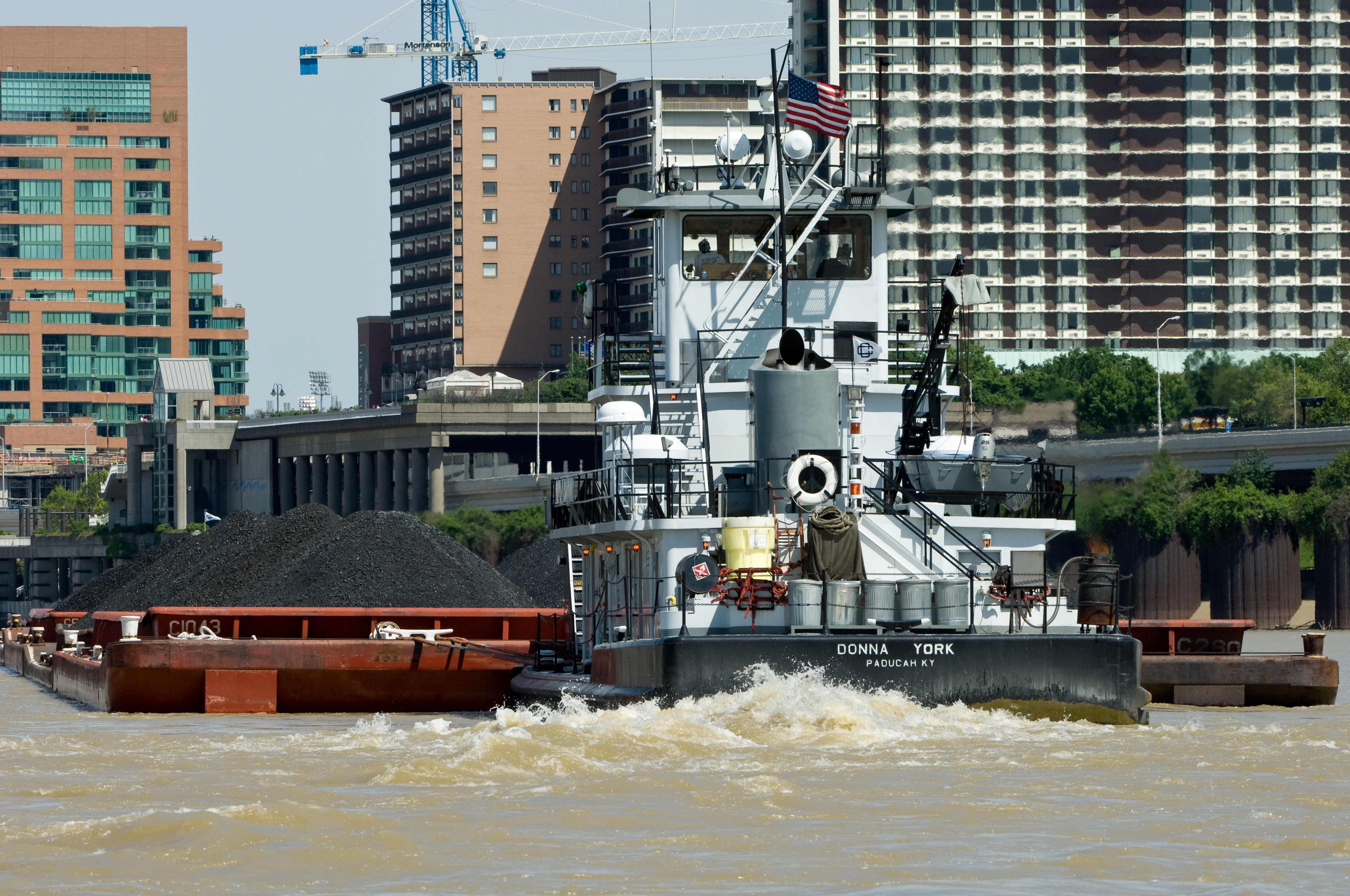
Lo spintore Donna York spinge chiatte piene di carbone in Kentucky

Uno spintore è un'imbarcazione progettata per spingere chiatte e altri natanti da trasporto. Gli spintori sono caratterizzati da una prua squadrata con puntelli d'acciaio per la spinta e motori potenti. Si trovano perlopiù nelle acque interne dove possono spingere anche 50 chiatte di grandi dimensioni, legate tra di loro per formare una specie di enorme rimorchio di varie dimensioni e forme. Spintori di grandi dimensioni possono includere cabine per l'equipaggio.

## Rimorchiatori e spintori
Il rimorchiatore si differenzia dallo spintore perché trascina le imbarcazioni anziché spingerle. Esistono comunque imbarcazioni che possono fungere sia da rimorchiatore che da spintore.